# Maria Kalinowska
Maria Ewa Kalinowska (ur. 24 grudnia 1954 w Gdańsku) – polska profesor historii literatury polskiej.

## Życiorys
Urodziła się 24 grudnia 1954 roku w Gdańsku, w rodzinie Henryka Kalinowskiego i Idalii de domo Skorwid. Absolwentka IX Liceum Ogólnokształcącego w Gdańsku, w 1977 roku ukończyła z wyróżnieniem studia magisterskie w zakresie filologii polskiej na Uniwersytecie Gdańskim na podstawie pracy Czas we wczesnej twórczości Kazimierza Wyki. W latach 1979–1984 kontynuowała naukę na studiach doktoranckich w Instytucie Badań Literackich Polskiej Akademii Nauk w Warszawie pod kierunkiem Marii Żmigrodzkiej i Marii Janion. Doktoryzowała się w 1985 roku na podstawie pracy Mowa i milczenie – romantyczne antynomie samotności, której fragment ukazał się w pracy zbiorowej Style zachowań romantycznych (1986), po czym całość ukazała się w 1989 roku nakładem Państwowego Instytutu Wydawniczego. Publikacja została wyróżniona Nagrodą im. M. i K. Górskich przyznaną przez Toruńskie Towarzystwo Nauk. 
W latach 1985–2014 pracowała w Instytucie Filologii Polskiej Uniwersytetu Mikołaja Kopernika w Toruniu. W 1995 roku uzyskała na uczelni habilitację na podstawie pracy Grecja romantyków. Studia nad obrazem Grecji w literaturze romantycznej, a we wrześniu 2004 roku uzyskała tytuł profesora. W Toruniu współorganizowała specjalizację teatrologiczną, a także opiekowała się kołami naukowymi. Z czasem została przewodniczącą Komisji Wydawniczej na Wydziale Filologicznym. Dzięki stypendium w latach 1998–1999 studiowała język i kulturę nowogrecką na Uniwersytecie w Patras w Grecji. W latach 2007–2014 pełniła funkcję redaktor naczelnej kwartalnika „Litteraria Copernicana”, po czym należała do jego Rady Naukowej. W latach 1986, 1995, 2004 oraz 2012 otrzymała nagrody i wyróżnienia rektora Uniwersytetu Mikołaja Kopernika. W 2014 roku rozpoczęła pracę w Ośrodku Badań nad Tradycją Antyczną Uniwersytetu Warszawskiego, po czym objęła stanowisko na Wydziale „Artes Liberales” tejże uczelni. W latach 2015–2018 prowadziła międzyuczelniany projekt Odnaleziony raptularz Juliusza Słowackiego z podróży na Wschód jako romantyczne dzieło synkretyczne oraz źródło literackie i ikonograficzne do badań nad historią i kulturą XIX wieku. 
W 1985 roku została członkinią Towarzystwa Literackiego im. Adama Mickiewicza. Należała do zespołu redakcyjnego Dzieł Adama Mickiewicza, które ukazały się nakładem stowarzyszenia. Od 1997 roku współpracowała z Ośrodkiem Badań nad Tradycją Antyczną w Polsce i w Europie Środkowo-Wschodniej Uniwersytetu Warszawskiego, w ramach współpracy przez trzy lata prowadziła międzyuczelniany projekt Antyk romantyków – model europejski i wariant polski. W pierwszej dekadzie XXI wieku kierowała z kolei międzyuczelnianymi projektami Przekształcenia antycznych mitów, tematów i symboli w literaturze i sztuce romantyzmu i modernizmu oraz Filhellenizm romantyków – specyfika polska i konteksty europejskie (słowiańskie i zachodnie). Brała również udział w międzynarodowych projektach, takich jak East European Travel Writing on Europe, organizowanym przez University College London’s School of Slavonic and East European Studies. Uczestniczyła w przeszło czterdziestu krajowych i zagranicznych konferencjach naukowych. 
Do jej obszaru zainteresowań należy m.in. twórczość Adama Mickiewicza, Juliusza Słowackiego i Cypriana Kamila Norwida, a także dramat romantyczny i jego inscenizacje. W twórczości badawczej zajmuje się również recepcją antyku, Grecji antycznej i nowożytnej przez romantyków oraz filhellenizmem polskim w kontekście europejskim. Jej praca naukowa na polu filhellenizmu została w 2021 roku wyróżniona nagrodą Lord Byron Medal przyznawaną w Grecji przez Society of Hellenism and Philhellenism.

## Publikacje książkowe
- Mowa i milczenie – romantyczne antynomie samotności, 1989[3]
- Grecja romantyków. Studia nad obrazem Grecji w literaturze romantycznej, 1995[2]
- Los, miłość, sacrum. Studia o dramacie romantycznym i jego dwudziestowiecznej recepcji, 2003[2]
- Juliusza Słowackiego „Podróż do Ziemi Świętej z Neapolu”, 2011[2]
- „Agezylausz” Juliusza Słowackiego. Glosy, 2015[2]

## Odznaczenia
- Medal Komisji Edukacji Narodowej, 2008[2]
- Medal Złoty za Długoletnią Służbę, 2012[2]